# Saint-Honoré, Seine-Maritime

Saint-Honoré este o comună în departamentul Seine-Maritime, Franța. În 1 ianuarie 2022 avea o populație de 199 de locuitori.